# Flota Stelară

Emblema Centrului de Comandă al Flotei Spaţiale

În universul fictiv din Star Trek, Flota Stelară (din engleză Starfleet) este un serviciu militar, de explorare a spațiului îndepărtat și de menținere a păcii întreținut de către Federația Unită a Planetelor (Federația). Flota Stelară este principalul mijloc prin care Federația conduce, explorează, se apără, duce tratative diplomatice și face diferite cercetări științifice. În timp ce majoritatea membrilor săi sunt umani și are sediul central pe Pământ, Flota Stelară este compusă din sute de specii extraterestre. Majoritatea personajelor care apar în franciza Star Trek sunt membri ai Flotei.
În anul 2161, Pământul se alătură Federației Unite a Planetelor, care adoptă Flota Stelară ca serviciul său de explorare a spațiului.
Ofițerii Flotei Stelare au ranguri similare cu forțele navale actuale ale Pământului, și urmează lanțul de comandă, dar ei nu formează un grup de militari. Există o lege ca toți ofițerii Flotei Stelare sunt obligați să urmeze Prima Directivă, care spune că membrii Flotei Stelare nu au voie să intervină (să se implice) în modul în care o societate primitivă se dezvoltă. Ofițerii Flotei Stelare sunt instruiți la Academia Flotei Stelare, cu sediul central în San Francisco. Ofițerii Flotei Stelare primesc ordine de la Comandamentul Flotei, care este situat pe Pământ. 